# Uwe Raab

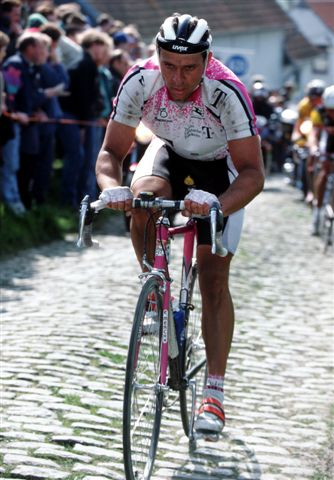
Uwe Raab al Tour de Flandes 1996

Uwe Raab (Wittenberg, Saxònia-Anhalt, 26 de juliol de 1962) és un ciclista alemany, ja retirat, que fou professional entre 1990 i 1995. Anteriorment, com a ciclista amateur, aconseguí nombroses victòries, entre les quals destaca el campionat del món de la categoria de 1983. El 1988, representant la República Democràtica Alemanya, va prendre part en els Jocs Olímpics d'Estiu de Seül.
Com a professional els seus principals èxits els aconseguí a la Volta a Espanya, on guanyà quatre etapes i la classificació per punts de 1990 i 1991.

## Palmarès
- 1981
  - Vencedor d'una etapa de la Volta a Bulgària
- 1982
  - 1r a la Volta a Turíngia
  - Vencedor de 3 etapes del Gran Premi Torres Vedras
  - Vencedor d'una etapa del Tour de l'Avenir
- 1983
  -  Campió del món en ruta amateur
  - Campió d'Alemanya de l'Est de contra-rellotge per equips
  - 1r al Tour del Yonne
  - 1r a la Volta a l'Hainleite
  - Vencedor de 3 etapes de la Cursa de la Pau
  - Vencedor d'una etapa de la Volta a Cuba
- 1984
  - Vencedor d'una etapa de la Cursa de la Pau
  - Vencedor d'una etapa del Tour de Lieja
  - Vencedor de 2 etapes del Giro de les Regions
  - Vencedor de 2 etapes de la Volta a Cuba
- 1985
  - Vencedor de 2 etapes de la Volta a la Baixa Saxònia
  - Vencedor d'una etapa de la Cursa de la Pau
  - Vencedor d'una etapa del Tour d'Hainaut occidental
  - Vencedor de 2 etapes del Giro de les Regions
- 1986
  -  Medalla de bronze al campionat el món de contrarellotge per equips
  - 1r a la Rund um Berlin
- 1987
  - 1r a la Berlín-Cottbus-Berlín
  - Vencedor d'una etapa de la Cursa de la Pau
  - Vencedor d'una etapa del Tour d'Hainaut occidental
- 1989
  - Vencedor de 2 etapes de la Cursa de la Pau
  - Vencedor d'una etapa del Gran Premi Tell
  - Vencedor d'una etapa del Circuit de La Sarthe
- 1990
  - 1r al Gran Premi d'Albacete
  - Vencedor de 3 etapes de la Volta a Espanya i 1r de la classificació per punts
  - Vencedor d'una etapa de la Volta a la Comunitat Valenciana
- 1991
  - Vencedor d'una etapa de la Volta a Espanya i 1r de la classificació per punts
  - Vencedor d'una etapa de la Volta a Aragó
- 1992
  - Vencedor d'una etapa de la Volta a Astúries
  - Vencedor d'una etapa de la Vuelta a los Valles Mineros
  - Vencedor d'una etapa de la Volta a Burgos
  - Vencedor d'una etapa de la Setmana Siciliana
- 1993
  - Vencedor d'una etapa de la Tirrena-Adriàtica

### Resultats al Tour de França
- 1990. 87è de la classificació general
- 1991. Abandona (10a etapa)
- 1993. 98è de la classificació general
- 1994. 84è de la classificació general

### Resultats a la Volta a Espanya
- 1990. 58è de la classificació general. Vencedor de 3 etapes. 1r de la classificació per punts
- 1991. 43è de la classificació general. Vencedor d'una etapa. 1r de la classificació per punts
- 1992. 61è de la classificació general

### Resultats al Giro d'Itàlia
- 1993. Abandona (14a etapa)
- 1994. Abandona (20a etapa)